# Giacomo Cordella
Giacomo Cordella (né à Naples, le 25 juillet 1786 – décédé à Naples, le 8 mai 1847) est un compositeur italien.

## Biographie
Il a fait ses études dans sa ville natale avec Fedele Fenaroli et Giovanni Paisiello, et grâce à l'aide de ce dernier, il a pu faire représenter à Venise son premier opéra, Il ciarlatano, qui a été bien reçu et a ensuite été repris dans d'autres villes du nord de l'Italie.
Il a poursuivi sa carrière principalement à Naples, où il a été apprécié pour ses opéras-comiques, tandis que ses quelques ouvrages sérieux ont connu l'échec. Il a également composé de la musique sacrée.

## Œuvres

### Œuvres théâtrales
- Il ciarlatano, ossia I finti savoiardi, farsa giocosa en un acte, livret de  Luigi Buonavoglia, Venise, Teatro San Moisè, 11 février 1805
- L'albergatrice scaltra, Naples, Teatro San Carlo, 27 juin 1807 (livret)
- Annibale in Capua, dramma per musica en deux actes, livret peut-être de Antonio Simeone Sografi, Naples, Teatro San Carlo, 21 octobre 1809
- L'isola incantata, farsa en un acte, Naples, Teatro Nuovo, été 1809
- Una follia, commedia per musica en deux actes, livret de Andrea Leone Tottola, Naples, Teatro dei Fiorentini, 1813 (livret)
- L'avaro, commedia per musica en deux actes, livret de Giuseppe Palomba, Naples, Teatro dei Fiorentini, automne 1814 (livret)
- L'azzardo fortunato, commedia per musica en un acte, livret de Andrea Leone Tottola, Naples, Teatro dei Fiorentini, carnaval 1815 (livret)
- La rappresaglia, ovvero Amore alla prova, livret de Cesare Sterbini, Rome, Teatro Valle, 26 décembre 1818
- Il contraccambio, dramma giocoso en deux actes, livret de Cesare Sterbini, Rome, Teatro Valle, carnaval 1819
- Lo scaltro millantatore, commedia per musica en deux actes, livret de Giuseppe Palomba, Naples, Teatro Nuovo, 16 juillet 1819
- Lo sposo di provincia, commedia per musica en deux actes, livret de Giovanni Schmidt, Rome, Teatro Argentina, 29 septembre 1821 (livret)
- Il castello degli invalidi, farsa en un acte, Naples, Teatro Nuovo, 1823
- Il frenetico per amore, melodramma en deux actes, Naples, Teatro Nuovo, automne 1824 (livret)
- Alcibiade (it), azione eroica en deux actes, livret de Luigi Prividali, Venise, Teatro La Fenice, 26 décembre 1824 (livret)
- Gli avventurieri, melodramma giocoso en deux actes, livret de Felice Romani, Milan, Teatro della Canobbiana, 6 septembre 1825 (livret)
- La bella prigioniera, opera buffa en deux actes, Naples, Teatro del Fondo, 1826
- Il marito disperato, commedia giocosa per musica en deux actes, livret de Andrea Passaro, Naples, Teatro del Fondo, carême 1833 (d’après la comédie homonyme de Giovanni Battista Lorenzi) (livret)
- I due furbi, commedia per musica en deux actes, livret de Giuseppe Palomba (revisione di Andrea Passaro), Naples, Teatro Nuovo, 16 juillet 1835
- Matilde di Lanchefort, melodramma storico en deux actes, livret de Andrea Passaro, Naples, Teatro del Fondo, primavera 1838 (livret)
- L'abitator delle rupi
- Le nozze campestri, dramma per musica en un acte, livret de Giovanni Schmidt, Naples, Teatro San Carlo, 30 mai 1840

### Autres œuvres
- Il tempio di Gerosolima, oratorio, Naples, 1798 (en collaboration avec Mariano Cordella)
- La vittoria dell'Arca contro Gerico, cantate, Naples, 1804
- Manfredi trovatore, cantate, Naples, Teatro San Carlo, 6 juillet 1836 (avec d'autres compositeurs)
- Il dono a Partenope, cantate, livret de Giovanni Schmidt, Naples, Teatro San Carlo, 30 mai 1840 (avec d'autres compositeurs)

Il a composé également d'autres œuvres, comme des messes, motets, pièces pour petits groupes d'instruments, etc.